# Lawson Butt
Wilfred Lawson Butt est un acteur et réalisateur anglais, né le 4 mars 1880 à Bristol (Angleterre), mort le 14 janvier 1956 dans le Hampshire — lieu exact non-spécifié (Angleterre).
Il est généralement crédité Lawson Butt, parfois W. Lawson Butt.

## Biographie
Frère de la contralto Clara Butt (1872-1936), Lawson Butt partage sa carrière entre son pays natal et les États-Unis, où il débute au cinéma dans deux films sortis en 1915. Il apparaît dans vingt-neuf autres films muets américains, les trois derniers sortis en 1927, dont L'Étrange Aventure du vagabond poète d'Alan Crosland (avec John Barrymore, Conrad Veidt et Marceline Day).
Entretemps, mentionnons The Sting of the Lash d'Henry King (1921, avec Pauline Frederick) et Les Dix Commandements de Cecil B. DeMille (1923, avec Theodore Roberts et Charles de Rochefort), où il tient le rôle de Dathan — repris par Edward G. Robinson dans la seconde version de 1956 —.
Ses cinq derniers films comme acteur, sortis en 1928 et 1929 (tous muets), sont britanniques. Le premier est Toni (en) d'Arthur Maude (1928, avec Jack Buchanan et Forrester Harvey). L'ultime (partiellement sonore) est City of Play (en) de Denison Clift (1929, avec Harold Huth). S'y ajoute un sixième film muet britannique comme réalisateur (sa seule contribution à ce titre), Afterwards (en), sorti en 1928.
Au théâtre, Lawson Butt se partage également entre le Royaume-Uni et les États-Unis. En particulier, il joue à Broadway (New York) dans trois pièces, la première en 1914 étant La Nuit des rois de William Shakespeare. Les deux suivantes sont représentées en 1917, dont Les Joyeuses Commères de Windsor du même Shakespeare, avec sa compatriote Constance Collier.

## Théâtre (sélection)
- 1910-1911 : Le Signe de la croix (The Sign of the Cross) de Wilson Barrett (à Southampton)
- 1913-1914 : Le Jardin d'Allah (The Garden of Allah) de Mary Anderson et Robert Smythe Hichens, d'après le roman éponyme de ce dernier (en tournée aux États-Unis)
- 1914 : La Nuit des rois, ou Ce que vous voudrez (Twelfth Night, or What you will) de William Shakespeare (à Broadway)
- 1917 : Les Joyeuses Commères de Windsor (The Merry Wives of Windsor) de William Shakespeare (à Broadway)
- 1917 : The Wanderer de Maurice W. Samuels (à Broadway)

## Filmographie partielle
(films américains, comme acteur, sauf mention contraire)
- 1915 : Don Caesar de Bazan de Robert G. Vignola : rôle-titre
- 1916 : Roméo et Juliette (Romeo and Juliet) de Francis X. Bushman et John W. Noble : Tybalt
- 1917 : Danger Trail de Frederick A. Thomson : Jean Croisset
- 1918 : Shackled de Reginald Barker
- 1918 : The One Woman de Reginald Barker : Révérend Frank Gordon
- 1918 : The Goddess of Lost Lake de Wallace Worsley : Mark Hamilton
- 1918 : Her Man de John et Ralph Ince : « Bad Anse » Havey
- 1919 : The Miracle Man de George Loane Tucker : Richard King
- 1919 : Le Secret de l'or (Desert Gold) de T. Hayes Hunter : Le Yaqui
- 1919 : Playthings of Passion de Wallace Worsley : John Sterling
- 1919 : It Happened in Paris de David Hartford : Romildo
- 1919 : Tentations (The Loves of Letty) de Frank Lloyd : Neville Letchmore
- 1919 : Une idylle dans la tourmente (The World and Its Woman) de Frank Lloyd : Peter Poroschine
- 1920 : Earthbound de T. Hayes Hunter : Harvey Breck
- 1920 : Dangerous Days de Reginald Barker : Clayton Spencer
- 1920 : The Street Called Straight de Wallace Worsley : Colonel Rupert Ashley
- 1920 : The Tiger's Coat de Roy Clements : Alexander MacAllister
- 1921 : The Sting of the Lash d'Henry King : Rhodes
- 1922 : The Masquerader de James Young : M. Lakely
- 1923 : Les Dix Commandements (The Ten Commandments) de Cecil B. DeMille : Dathan
- 1924 : Dante's Inferno d'Henry Otto : Dante
- 1925 : Any Woman d'Henry King : James Rand
- 1925 : La Cité en flammes (Barriers Burned Away) de W. S. Van Dyke : Comte de Tarnsey
- 1927 : L'Étrange Aventure du vagabond poète (The Beloved Rogue) d'Alan Crosland : Duc de Bourgogne
- 1927 : Foreign Devils (en) de W. S. Van Dyke : Sir Claude
- 1927 : Old San Francisco d'Alan Crosland
- 1928 : Afterwards (film britannique, comme réalisateur)
- 1929 : City of Play de Denison Clift : Tambourini (film britannique)

## Galerie photos

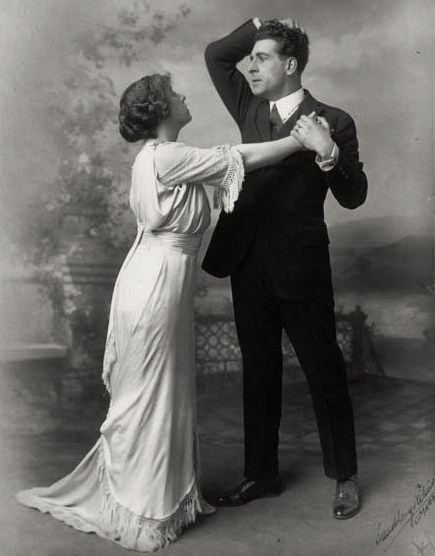
Avec Sarah Truax, dans la pièce Le Jardin d'Allah (vers 1914, photo promotionnelle)
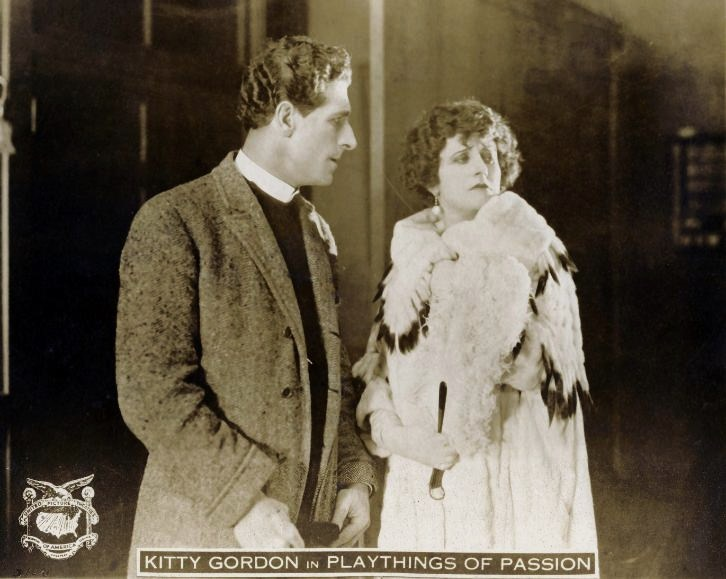
Avec Kitty Gordon, dans Playthings of Passion (1919, photo promotionnelle)
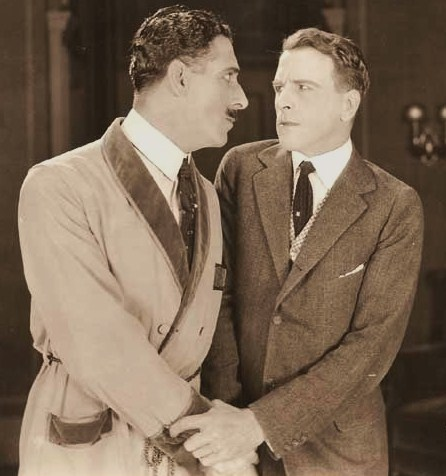
Avec Milton Sills (à d.), dans The Street Called Straight (1920, photo promotionnelle)
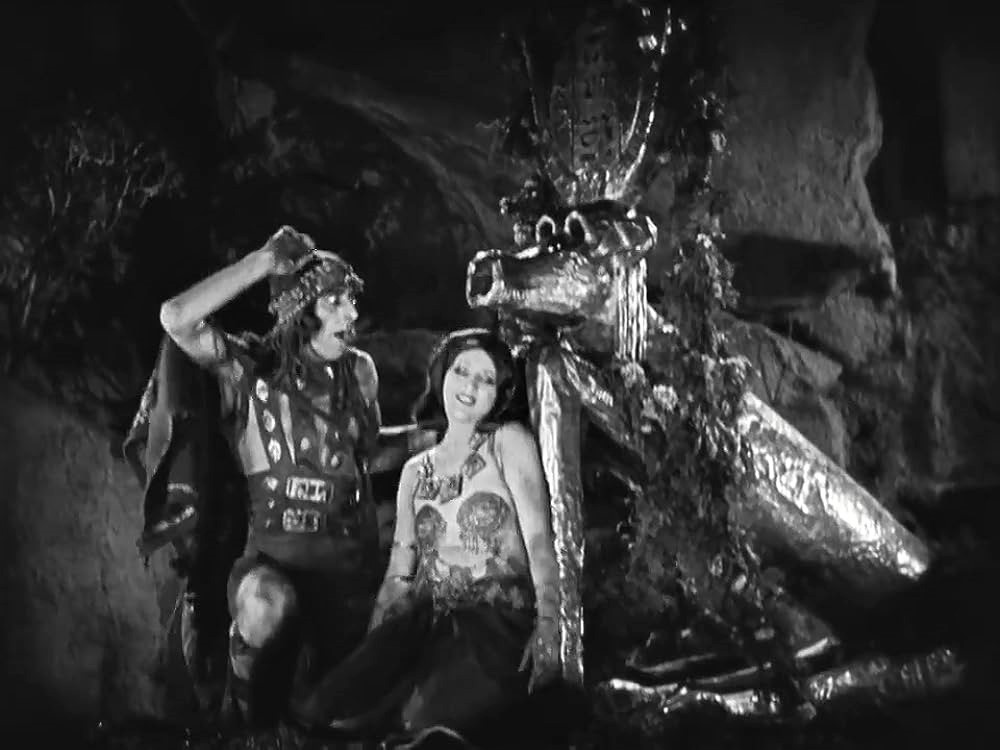
Avec Estelle Taylor, dans Les Dix Commandements (1923)
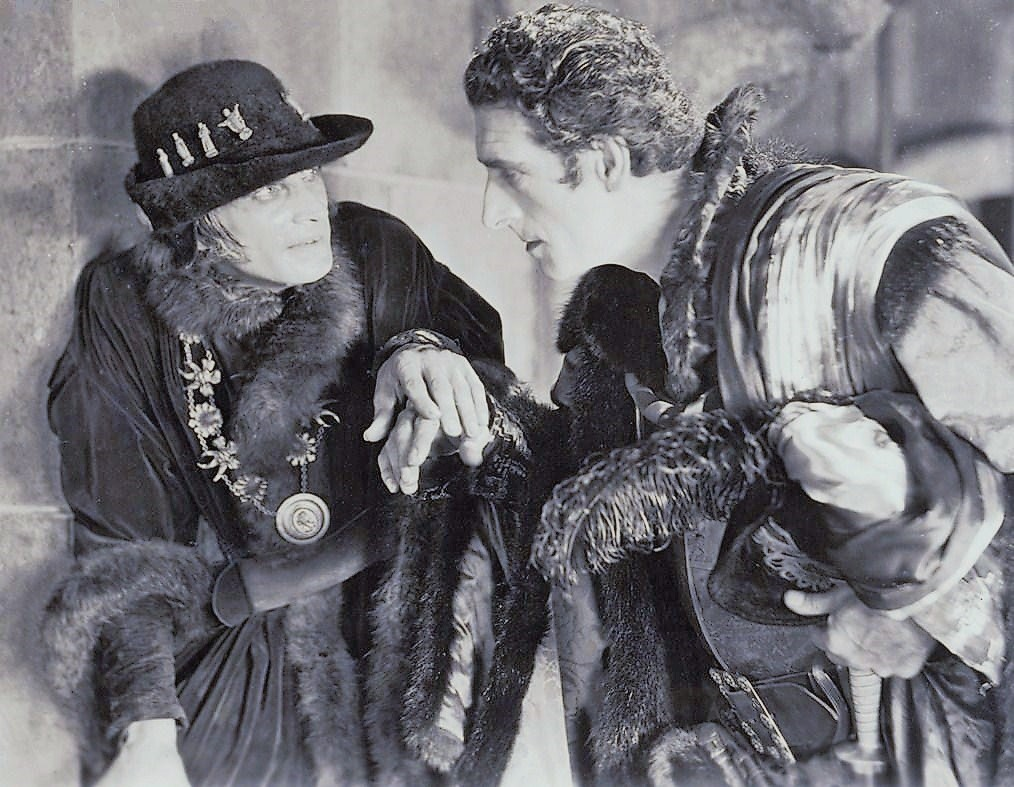
Avec Conrad Veidt (à g.), dans The Beloved Rogue (1927, photo promotionnelle)